# Kronprins Harald (Schiff, 1976)
Die Kronprins Harald war ein 1976 in Dienst gestelltes Fährschiff der norwegischen Jahre Line. Die Fähre blieb bis 1987 im Dienst der Reederei, ehe sie an DFDS Seaways verkauft wurde und bis 1997 als Hamburg und anschließend bis 2002 als Admiral of Scandinavia im Einsatz stand. 2011 ging das zuletzt als Caribbean Express eingesetzte Schiff zum Abbruch ins indische Alang.

## Geschichte

### Kronprins Harald(1976–1987)
Die Kronprins Harald wurde am 10. November 1973 in Auftrag gegeben und am 1. Februar 1975 bei Nobiskrug in Rendsburg auf Kiel gelegt. Nach der Übernahme durch die Jahre Line am 30. März 1976 kam das Schiff unter norwegischer Flagge mit Heimathafen Sandefjord in Fahrt. Sie wurde am 2. April 1976 auf der Strecke von Oslo nach Kiel in Dienst gestellt.
Am 27. Februar 1987 wurde die Kronprins Harald an die zur DFDS gehörende DFDS Seacruise Ltd. mit Sitz in Nassau verkauft, wurde jedoch weiterhin von der Jahre Line bereedert. Am 1. März 1987 wurde das Schiff von der Route Kiel – Oslo abgezogen, ehe sie Ende des Monats von ihrer gleichnamigen Nachfolgerin ersetzt wurde.

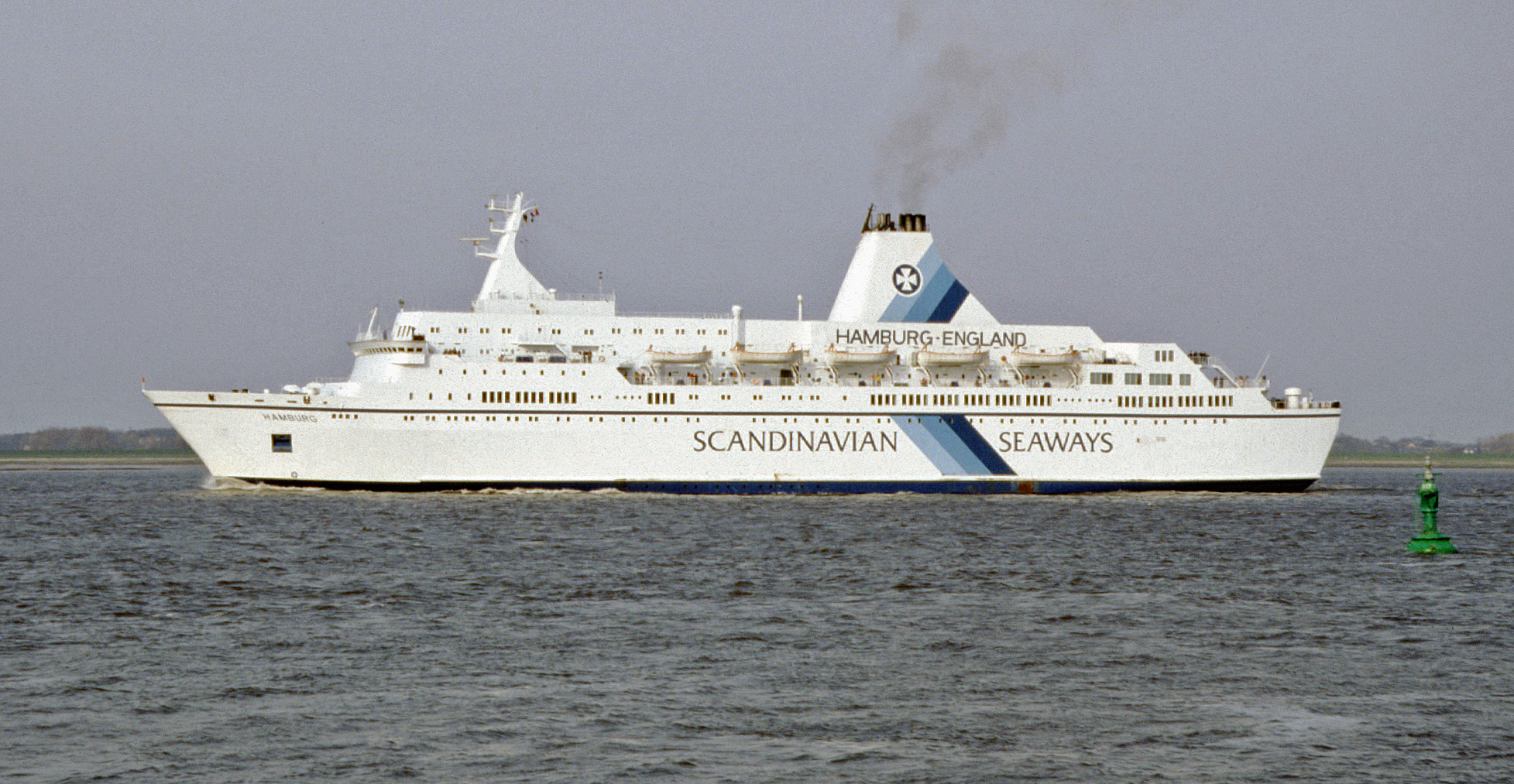
Hamburg, 1993

### Hamburg(1987–1997)
Am 9. März 1987 wurde das Schiff in Hamburg an DFDS übergeben. Ab dem 4. April 1987 war das Schiff unter dem Namen Hamburg für DFDS zwischen Hamburg und Harwich in Fahrt.
Am 9. November 1989 kollidierte die Hamburg mit dem RoRo-Frachter Nordic Stream, wodurch drei Menschen an Bord der Fähre ums Leben kamen. Nach Reparaturarbeiten bei Blohm & Voss konnte die Hamburg am 22. Dezember 1989 den Dienst wieder aufnehmen.
Im Dezember 1990 ging das Schiff an Scandinavian World Cruises.

### Admiral of Scandinavia(1997–2002)
Im Mai 1997 wurde das Schiff für die DFDS Bahamas Ltd. registriert und in Admiral of Scandinavia umbenannt. Am 12. Juni 1997 traf es in IJmuiden ein, um fortan zwischen IJmuiden und Newcastle upon Tyne bzw. Hamburg und Newcastle upon Tyne eingesetzt zu werden. Im September 1999 wurde es wieder in Hamburg stationiert und befuhr weiterhin die Strecke nach Newcastle. In den folgenden Jahren wechselte die Route des Schiffes mehrfach, ehe es im August 2002 in den Besitz der Reederei Access Ferries mit Sitz in Panama überging.
Am 14. November 2002 wurde die Admiral of Scandinavia durch DFDS ausgemustert.

### Caribbean Express(2002–2011)
Am 20. November 2002 wurde das Schiff in Caribbean Express umbenannt. Im Dezember 2002 traf es zur Modernisierung in Piräus ein, im April 2003 folgte die Überführung nach Puerto Rico. Das neue Einsatzgebiet der Caribbean Express war fortan die Strecke zwischen Puerto Rico und Santo Domingo.
Am 24. April 2010 beendete das Schiff nach 34 Dienstjahren seine letzte planmäßige Überfahrt und ging im Juli 2010 zum Abbruch an die Carrizona Ltd. mit Sitz in St. Kitts und Nevis. Es wurde anschließend für die Überführungsfahrt unter die Flagge von St. Kitts und Nevis mit Heimathafen Basseterre gebracht. Nachdem die Caribbean Express zunächst vom 20. bis 31. Oktober 2010 wegen eines Maschinenschadens vor Kapstadt lag, traf sie schließlich am 25. Januar 2011 bei den Abwrackwerften in Alang ein.